# انریکو بتی
انریکو بتی (به ایتالیایی: Enrico Betti) (زاده ۲۱ اکتبر ۱۸۲۳ در پیستویا – درگذشته ۱۱ اوت ۱۸۹۲ در سویانا) ریاضیدان اهل ایتالیا بود که در زمینه هندسه و هندسه جبری فعالیت می‌کرد. او بیشتر به خاطر ناوردایی توپولوژیک که در سال ۱۸۷۱ معرفی نمود و توسط پوانکاره سپس عدد بتی نامیده شد شناخته شده‌است. افزون بر این او در زمینه معادلات جبری نیز پژوهش می‌کرد و یکی از نخستین تقریرهای نظریه گالوا از آن اوست.

## زندگی و کارنامه
بتی در پیزا تحصیل ریاضیات را آغاز کرد و در سال ۱۸۴۶ تحت سرپرستی اتاویانو فابریتزیو موسوتی درجه دکترا را دریافت نمود و سپس بعنوان استادیار در دانشگاه پیزا مشغول به کار گردید. پس از آن در زادگاهش پیستویا و بعدتر فلورانس تدریس کرد و سرانجام در سال ۱۸۵۷ در پیزا به درجه استادی تمام در جبر رسید. سپس به مراکز مهم ریاضیات اروپا همچون پاریس، برلین و گوتینگن رفت. در گوتینگن، با برنهارد ریمان آشنا شد و ریمان چندین بار به دعوت بتی به ایتالیا رفت. بتی در سال ۱۸۵۹ در دانشگاه پیزا به مقام استادی هندسه و سپس ریاست دانشگاه و نیز مدیریت مدرسه عالی نرمال در پیزا رسید و آنرا به یکی از قطبهای ریاضیات ایتالیا و اروپا بدل ساخت.
بتی همچنین در زمینه آموزش ریاضی و نیز اصلاحات آموزشی در ایتالیا بسیار فعال بود. او بر آن بود که باید اصول ریاضیات از روی کارهای اقلیدس در مدارس تدریس شوند و به همراه بریوشی برگردان نویی از آثار اقلیدس به چاپ رساند.
او در زمینه سیاست نیز فعال بود و در سال ۱۸۸۴ به مقام سناتوری رسید.